# 김현우 (레슬링 선수)
김현우(金炫雨, 1988년 11월 6일~)는 대한민국의 레슬링 선수이다. 2012년 하계 올림픽에서 오른쪽 눈이 피멍이 들어 안 보이는 상황에서 금메달을 획득했다. 2016년 하계 올림픽에서는 그레코로만형 75kg급에서 심판의 석연 찮은 판정 속에서도 동메달을 땄다.

## 수상

### 수훈
- 체육훈장 청룡장(2024년 11월 12일)

## 학력
- 원주교동초등학교 졸업
- 평원중학교 졸업
- 강원고등학교 졸업
- 경남대학교 체육교육과